# George Gurdjieff
George Ivanovitsj Gurdjieff (Russisch: Георгий Иванович Гюрджиев; Armeens: Գեորգի Գյուրջիև; Nederlandse transcriptie: Georgi Ivanovitsj Gjoerdzjiev) (Alexandropol, mogelijk januari 1866 – Parijs, 29 oktober 1949) was een omstreden Grieks-Armeens filosoof, mysticus, schrijver, componist, choreograaf en handelaar.

## Levensloop

### Jeugd
Gurdjieff werd geboren (over de exacte datum is er discussie) in de Griekse wijk van Alexandropol, het huidige Gjoemri in Armenië, toen onder Russisch bewind. Het was een landstreek met een grote variëteit aan religieuze opvattingen en sekten. Tijdens een bezoek aan Turkije kwam hij naar eigen zeggen in contact met een andere opmerkelijke filosofische stroming. Hij ontmoette in 1911 twee Aramese filosofen – Sjan Kleppa en Sjas Tutun, neven van elkaar – en kreeg bewondering voor hun ideeën. In de bibliotheek van Diyarbakir getuigen er 6 brieven van zijn correspondentie met deze twee Aramese filosofen.

### Spiritualiteit en openbaarheid
Hij zocht in het laatste kwart van de 19e eeuw spirituele en esoterische kennis en zou die gevonden hebben bij verschillende leermeesters, kloosters en stromingen in Azië en het Midden-Oosten. Hij maakte zijn inzichten vervolgens voor zichzelf tot een coherent geheel. 
Vanaf 1912 treedt hij daarmee nadrukkelijk in de openbaarheid in Rusland, met name in Sint-Petersburg en Moskou. Een groot deel van de essentie van zijn filosofieën en inzichten staat beschreven in het door een van zijn prominentste Russische leerlingen, de filosoof Peter D. Ouspensky (1878-1947) geschreven boek Op zoek naar het wonderbaarlijke (met als ondertitel Fragmenten van een onbekende leer). Gurdjieff is een van de eersten, zo niet de eerste die, zo blijkt uit dit boek, melding maakt van het enneagram. Het enneagram vertegenwoordigt in zijn leer de relatie tussen de twee grootste levenswetten, door hem abstract beschreven als 'de wet van drie' en 'de wet van zeven'.

### Eigen instituut bij Parijs
Op het hoogtepunt van de Russische Revolutie trekt Gurdjieff met een aantal van zijn leerlingen via de Kaukasus door naar Istanbul en van daar uit via Berlijn naar Frankrijk alwaar hij uiteindelijk (1922) nabij Parijs zijn eigen instituut opzet: Het Instituut voor de Harmonische Ontwikkeling van de Mens.
Het bijzondere van dit instituut was, dat er gezocht werd naar een spirituele verhouding tot de, inmiddels dominant wordende, natuurwetenschappelijke concepten. Een integrale wetenschap over het Zijnde, zou daar de vrucht van zijn.

### Trilogie
Terwijl hij herstelt van een bizar auto-ongeluk (1924) en toch de leiding heeft van zijn instituut begint hij te schrijven aan zijn magnum opus, een trilogie die in het Engels de naam: All and Everything krijgt. De Nederlandse titel van het eerste deel van deze trilogie luidt: Beëlzebubs verhalen aan zijn kleinzoon. In dit boek geeft hij nogmaals zijn inzichten weer. Ditmaal in verhaalvorm en met behulp van een bewust gekozen complex taalgebruik dat geacht wordt de lezer alert te maken. Het tweede deel van de trilogie is het meer toegankelijke boek Ontmoetingen met bijzondere mensen. Daarin geeft hij, ogenschijnlijk autobiografisch, via een aantal allegorische vertellingen een kijk op de zoektochten naar de spirituele verdieping zoals die door hem en zijn medezoekers zijn ondernomen. Anders dan zeer algemene gegevens bevat het echter nauwelijks verifieerbare of historische gegevens. Dit boek heeft gediend als basis voor de door Peter Brook geregisseerde film Meetings with remarkable men (1978).
Het derde deel van de trilogie ten slotte Het leven is alleen echt wanneer 'ik ben' wordt ruim twee decennia na zijn dood uitgegeven.
In Beëlzebubs verhalen aan zijn kleinzoon (1974) laat Gurdjieff Beëlzebub, die verschillende malen op aarde afdaalde met zijn ruimtevaartuig Goede Gelegenheid, vertellen over de hoofdstad 'Koerkalai' aan de oevers van de rivier 'Oxoseria' (Oxus, Amu Darja), die in de 'Colchidius Zee' (Kaspische Zee) uitstroomde. In latere tijd boog de rivier halverwege haar omloop naar het noorden en mondde uit in het Aralmeer. Oxoseria doorstroomde het land 'Tikliamoeïsh', ten tijde van zijn 'tweede nederdaling' in de periode van Atlantis 'de rijkste en vruchtbaarste van alle landstreken (..), maar na een derde grote ramp waarvan deze ongelukkige planeet het slachtoffer werd, is dit bloeiende land, evenals andere min of meer welvarende landstreken, bedekt door 'kashmanoenoms', of zoals zij zeggen 'zandvlakten'.' Na die ramp werd Tikliamoeïsh lange tijd 'hongerwoestijn' genoemd; in onze tijd draagt elk gebied van dit land een andere naam en de streek die vroeger het midden ervan vormde wordt 'Kara Koem' genoemd, wat 'zwarte zanden' betekent. Een groep 'tri-cerebrale wezens' (mensen) woonden in 'Maralpleissis', een deel van het werelddeel Ashhark (Azië). Deze groep koos later de stad 'Gob' als centraal gelegen woonplaats en het land werd 'Goblanië' genoemd. Goblanië werd ook door zandvlakten bedekt 'en het centrale eertijds zo welvarende deel ervan heet tegenwoordig eenvoudigweg 'Gobi-woestijn'.
Beëlzebub vertelt verder over de stad Gob, op de zuidoostelijke oever van de 'Zee des Overvloeds', langs de beide oevers van de monding van de grote rivier 'Keria-Tsji'. 'Aan de westzijde stroomde een andere grote rivier, 'Naria-Tsji' genaamd, in deze zee.' Nog vóór de ramp, die Atlantis verzwolg, waren Atlantische jagers naar de Zee des Overvloeds gekomen in het continent 'Ashhark' (Azië), om op 'pirmarals' (herten) te jagen, omdat hun hoorn, als deze werd fijngestampt, een zeer werkzaam middel was tegen alle mogelijke ziekten. Aangezien er ook een overvloed was aan gevogelte en vis, er een weelderige vegetatie was en talrijke bomen groeiden, besloten de jagers zich te vestigen aan de oevers van de Zee en in de dalen van de twee grote rivieren. De 'astrosovor', een lid van 'Akhldan', een ' 'geleerd genootschap' zoals men er tot die tijd op de Aarde nog geen gezien had en zonder twijfel nooit meer zal zien', was al met volgelingen in 'Maralpleissis', het land van de Zee des Overvloeds, om waarnemingen te doen voor de komende ramp, die Atlantis zou vernietigen. De astrosofor trouwde met Rimala, de dochter van een jager en werd 'de stamvader van deze tweede groep van het werelddeel Ashhark, of Azië zoals het tegenwoordig heet.' In de vijfde generatie was het keizer Konioetson van de stad Gob, die een 'godsdienstige leer' met 'Mijnheer God' bedacht om zijn volk van de verslaving van het kauwen van papaverzaden af te helpen.

## Leer en werken

### Vierde Weg
Het gedachtegoed van Gurdjieff, het zogeheten Gurdjieff-werk, wordt ook wel beschreven als de Vierde weg. De Eerste weg in deze beeldspraak is die van de fakir. Die richt zich op (het beteugelen van) de lichamelijkheid. De Tweede weg, de weg van de monnik, richt zich op (het beteugelen van) emoties en gevoelens. De Derde weg van de yogi richt zich op (het beteugelen van) het denken en het intellect.
De door Gurdjieff uitgewerkte Vierde weg was de weg van de "sluwe" mens. Die mens heeft kennis van de regels en normen van de eerste wegen, maar is geen volgeling van een daarbij behorend religieus of filosofisch systeem. De mens op de Vierde weg kiest bewust wat bruikbaar en nodig is voor zijn eigen ontwikkeling. Echter, om bewust te kunnen kiezen moet de mens weten wie hij is, en moet hij alert zijn. 
De essentie van Gurdjieffs lering is dat de individuele mens zichzelf niet of nauwelijks kent en zich daar niet bewust van is. Volgens hem denkt en handelt de mens mechanisch, hij identificeert zich met tal van denkbeelden en als gevolg daarvan 'gebeurt' hem ook alles. De mens verkeert in een bewustzijnstoestand die in de esoterische wetenschappen wel als waak-slaap wordt beschreven. Met andere woorden, het lichaam is weliswaar wakker, maar de geest, of zo men wil, datgene wat de mens in essentie ís, slaapt.

### Wakker worden
De mens die uit deze toestand wenst te komen, die "wakker" wil worden, zal volgens Gurdjieff zich er eerst van moeten willen vergewissen (niet als intellectueel concept, maar tot in zijn kern) dat deze beschrijving juist is en vervolgens zal hij aan zichzelf moeten gaan werken, wil hij er überhaupt verandering in kunnen brengen. 
Uit de vele anekdotes en overleveringen van zijn leerlingen blijkt dat Gurdjieff zijn leerlingen op allerlei onconventionele manieren, zowel gesystematiseerd als ad hoc, handreikingen gaf, vaak zeer choquerend, om hen "wakker" te krijgen. Dit wakker worden vergelijkt hij in Ouspensky's In Search Of The Miraculous als een straal van bewustwording die psychische processen in gang zet (de innerlijke alchemie) of volledig verandert, op de manier dat licht chemische processen beïnvloedt. De methode die Gurdjieff daarbij hanteert is vrij eenvoudig te beschrijven: extreem harde, bewust uitgevoerde fysieke arbeid moet het 'slapende' individu uit zijn robotachtig gedrag halen.

### Muziek
Een aparte plaats in zijn gedachtegoed heeft de muziek. Tijdens zijn zoektochten door Centraal-Azië en Afrika komt Gurdjieff in contact met diverse Soefi-ordes, Boeddhistische centra en andere tradities. Hij hoort daar talloze spirituele liederen, gezangen en melodieën en ziet heilige dansen. Hij verwondert zich over de effecten hiervan, zowel op hemzelf, als op anderen. Uiteindelijk zal hij veel van die muziek, met de hulp van zijn leerling, de bekende Russische componist Thomas de Hartmann (1885-1956), omzetten in pianomuziek.
Het is die muziek die vervolgens ook gebruikt wordt bij de door Gurdjieff uitgedachte zogenaamde movements. Dit zijn zijn sacred dances. Spiritueel georiënteerde, uiterst complexe, veel strak ritmische dansbewegingen. Zij vragen van de dansers een extreem hoge mate van alertheid. Movements beogen de danser te doen "ontwaken". Met andere woorden, zij zouden hem uit het waak-slaap-bewustzijn naar het waak-waak-bewustzijn brengen.
Niet slechts mystieke, maar ook meer sociale thema's hielden Gurdjieff bezig: zo schreef hij bijvoorbeeld naar aanleiding van zijn ervaringen met de Assyrische genocide tijdens zijn vele omzwervingen in het Ottomaanse rijk, de compositie Assyrian women mourners. In 2004 verscheen hiervan voor het eerst een opname op cd bij het label ECM (ECM 1888).

### Invloed na zijn dood
Na zijn dood in 1949 neemt Jeanne de Salzmann (1889-1990), die al sinds 1917 bij Gurdjieff in het werk deelneemt, de leiding over van het instituut in Parijs. Na haar dood wordt de leiding overgenomen door haar zoon, Dr. Michel de Salzmann (1923-2001). Het gedachtegoed van Gurdjieff wordt na diens dood uitgedragen door zijn directe leerlingen en leerlingen daar van (inmiddels daar weer leerlingen van). 
In tal van landen bestaan thans organisaties en stichtingen. Hoewel daartussen soms intensief contact is en het instituut in Parijs tussen al deze stichtingen een prominente plaats inneemt, is er geen formele alom erkende en omvattende organisatie of hiërarchie van waaruit leiding wordt gegeven of 'eenduidige interpretaties van zijn leer' worden gedecreteerd. 
Veel van de ervaringen van zijn leerlingen zijn in de decennia na zijn dood in boekvorm verschenen. Uit al die overleveringen blijkt dat Gurdjieff een onorthodoxe wijze had om zijn inzichten te verwoorden en door te geven. 
Hij heeft veel invloed gehad op hedendaagse New Age-leringen. 
Veel van de composities van Gurdjieff/De Hartmann zijn op cd verkrijgbaar.

## Kritiek
- Critici beschouwen Gurdjieff als een charlatan of fantast.[4] Gurdjieff beweerde dat hij ergens in Azië een oud Sarmoungklooster ontdekte en daar zijn wijsheden opdeed. Het klooster zou reeds dateren van voor 2000 voor Christus en priesteressen zouden er heilige dansen uitvoeren. Dit alles is fantasie. Het Soefisme bestaat nog niet zo lang, tempeldanseressen komen er niet voor en het Sarmoungklooster is onbestaand.[5]
- Gurdjieff oogstte succes en kreeg vele giften van bewonderaars. Daarmee kocht hij de Prieuré des Basses Loges in Fontainebleau (Frankrijk), waarin hij Het Instituut voor de Harmonische Ontwikkeling van de Mens vestigde. Gurdjieff was niet enkel uit op financiële giften, hij had seksueel contact met heel wat vrouwelijke volgelingen. Als gevolg daarvan had hij kinderen bij verschillende vrouwen.[6]